# Rae Allen
Rae Allen (gebürtig: Raffaella Julia Theresa Abruzzo; * 3. Juli 1926 in Brooklyn, New York; † 6. April 2022 in Los Angeles, Kalifornien) war eine US-amerikanische Schauspielerin.

## Leben und Karriere
Rae Allen wurde in eine Familie italienischer Herkunft in Brooklyn geboren und nahm Schauspielunterricht im HB Studio in Greenwich Village. Sie hatte ihr Broadway-Debüt im Jahr 1954 in der Uraufführung des Erfolgsmusicals The Pajama Game. Im folgenden Jahr wurde sie für ihre Darstellung der scharfsinnigen Sportreporterin Gloria Thorpe in der Originalproduktion des Musicals Damn Yankees erstmals für den Tony Award nominiert. Sie spielte die Sportreporterin erneut in der gleichnamigen Verfilmung von 1958, was zugleich ihr Filmdebüt bedeutete. Anschließend konzentrierte sich Allen aber hauptsächlich wieder auf ihre Bühnenkarriere, für Traveller Without Luggage erhielt sie 1967 ihre zweite Nominierung für den Tony Award. Im dritten Anlauf gewann sie diesen Preis in der Kategorie Beste Nebendarstellerin schließlich 1971 für Paul Zindels Schwarze Komödie And Miss Reardon Drinks a Little. 
Ab den 1980er-Jahren intensivierte Allen ihre Auftritte in Film und Fernsehen, sie spielte Gastrollen in Serien wie Lou Grant, Remington Steele, Seinfeld und Grey’s Anatomy. In der Fernsehserie Die Sopranos spielte sie 2004 in fünf Folgen die Tante Quintina Blundetto, Mutter von Steve Buscemis Figur. Sie übernahm auch eine Reihe von Nebenrollen im Kino, etwa als Wissenschaftlerin in dem Science-Fiction-Film Stargate (1994) und als Adam Sandlers Vermieterin in der Tragikomödie Die Liebe in mir (2007). Zuletzt trat sie 2011 in der Fernsehserie Vampire Mob in Erscheinung, dann zog sie sich in den Ruhestand zurück. Ihr Schaffen für Film und Fernsehen umfasst über 50 Produktionen.
Rae Allen starb am Morgen des 6. April 2022 im Alter von 95 Jahren in einem Seniorenheim für Schauspieler in Los Angeles. Sie wurde von vier Nichten als nächste Verwandte überlebt.

## Filmografie (Auswahl)
- 1958: Damn Yankees
- 1962: Die Unbestechlichen (The Untouchables, Fernsehserie, Folge 4x04)
- 1963: Wagen 54, bitte melden (Car 54, Where Are You?, Fernsehserie, Folge 2x26)
- 1967: Der Tiger schlägt zurück (The Tiger Makes Out)
- 1970: Wo is’ Papa? (Where’s Poppa?)
- 1971: Taking Off
- 1972, 1973: All in the Family (Fernsehserie, zwei Folgen)
- 1980: Soap – Trautes Heim (Soap, Fernsehserie, vier Folgen)
- 1982: Lou Grant (Fernsehserie, Folge 5x16)
- 1982: Remington Steele (Fernsehserie, Folge 1x03)
- 1982: Polizeirevier Hill Street (Hill Street Blues, Fernsehserie, Folge 3x07)
- 1984: Agentin mit Herz (Scarecrow and Mrs. King, Fernsehserie, Folge 1x12)
- 1988: Moving – Rückwärts ins Chaos (Moving)
- 1990: Far Out Man
- 1990: Eine erniedrigte Frau (She Said No, Fernsehfilm)
- 1991: Das fremde Gesicht (Face of a Stranger, Fernsehfilm)
- 1992: Seinfeld (Fernsehserie, Folge 3x17 Der neue Freund)
- 1992: Eine Klasse für sich (A League of Their Own)
- 1993: Calendar Girl
- 1994: Angie
- 1994: Familiendrama in Beverly Hills – Die Geschichte der Menendez-Brüder (Menendez: A Killing in Beverly Hills, Fernsehfilm)
- 1994: Stargate
- 2000–2001: The Fearing Mind (Fernsehserie, 13 Folgen)
- 2002: Borderline – Unter Mordverdacht (Borderline, Fernsehfilm)
- 2004: Die Sopranos (The Sopranos, Fernsehserie, fünf Folgen)
- 2004: Die himmlische Joan (Joan of Arcadia, Fernsehserie, Folge 2x09)
- 2004: New York Cops – NYPD Blue (NYPD Blue, Fernsehserie, Folge 12x12)
- 2005: Love for Rent
- 2006: Grey’s Anatomy (Fernsehserie, Folge 2x15 Streik)
- 2007: Die Liebe in mir (Reign Over Me)
- 2011: Vampire Mob (Fernsehserie, zwei Folgen)